# 동커이 거리

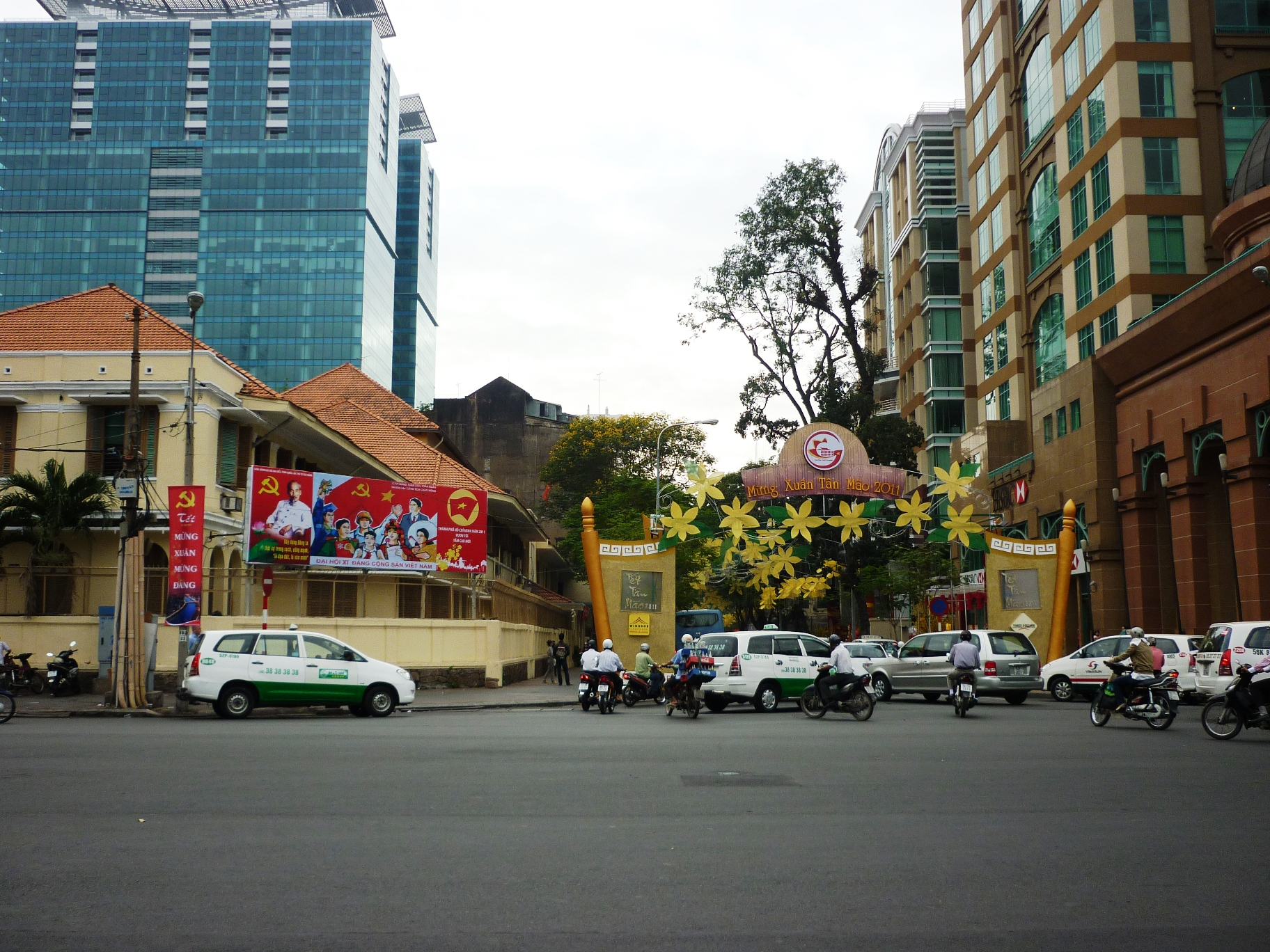
동커이 거리와 응우옌주 거리가 만나는 교차로

동커이 거리(Đường Đồng Khởi)는 베트남 1군에 위치한 거리이다.

## 명칭과 역사
프랑스령 인도차이나 시기 이 거리는 프랑스의 육군 원수의 이름을 딴 Rue Cartinat으로 불리었다. 프랑스령 인도차이나가 해산된 후 베트남 공화국 정부는 거리의 이름을 "자유"라는 뜻의 Tự Do(뜨저)로 개칭하였다. 1975년, 베트남 공화국을 멸망시키고 베트남을 통일한 베트남 민주 공화국은 거리의 이름을 현재의 Đường Đồng Khởi(동커이 거리)로 개칭하여 현재까지 이어지고 있다.